# دمیتری نالباندیان
دمیتری آرشاکی نالباندیان (ارمنی: Դմիտրի Արշակի Նալբանդյան؛ ۱۵ سپتامبر ۱۹۰۶ – ۲ ژوئیهٔ ۱۹۹۳) یک نقاش اهل ارمنستان بود.

## زندگی‌نامه
در ۱۵ سپتامبر ۱۹۰۶ در تفلیس به دنیا آمد و در سال ۱۹۲۹ از آکادمی دولتی هنرهای تفلیس فارغ‌التحصیل شد. وی برادر آرپنیک نالباندیان بود. وی برندهٔ جوایزی همچون جایزه استالین (۱۹۴۶، ۱۹۵۱)، جایزه هنرمند مردمی اتحاد جماهیر شوروی (۱۹۶۹)، نشان لنین و جایزه لنین شد. نالباندیان عضو آکادمی امپریال هنر (۱۹۵۳) بود. وی در ۲ ژوئیهٔ ۱۹۹۳ در سن ۸۶ سالگی در مسکو درگذشت.

## نگارخانه

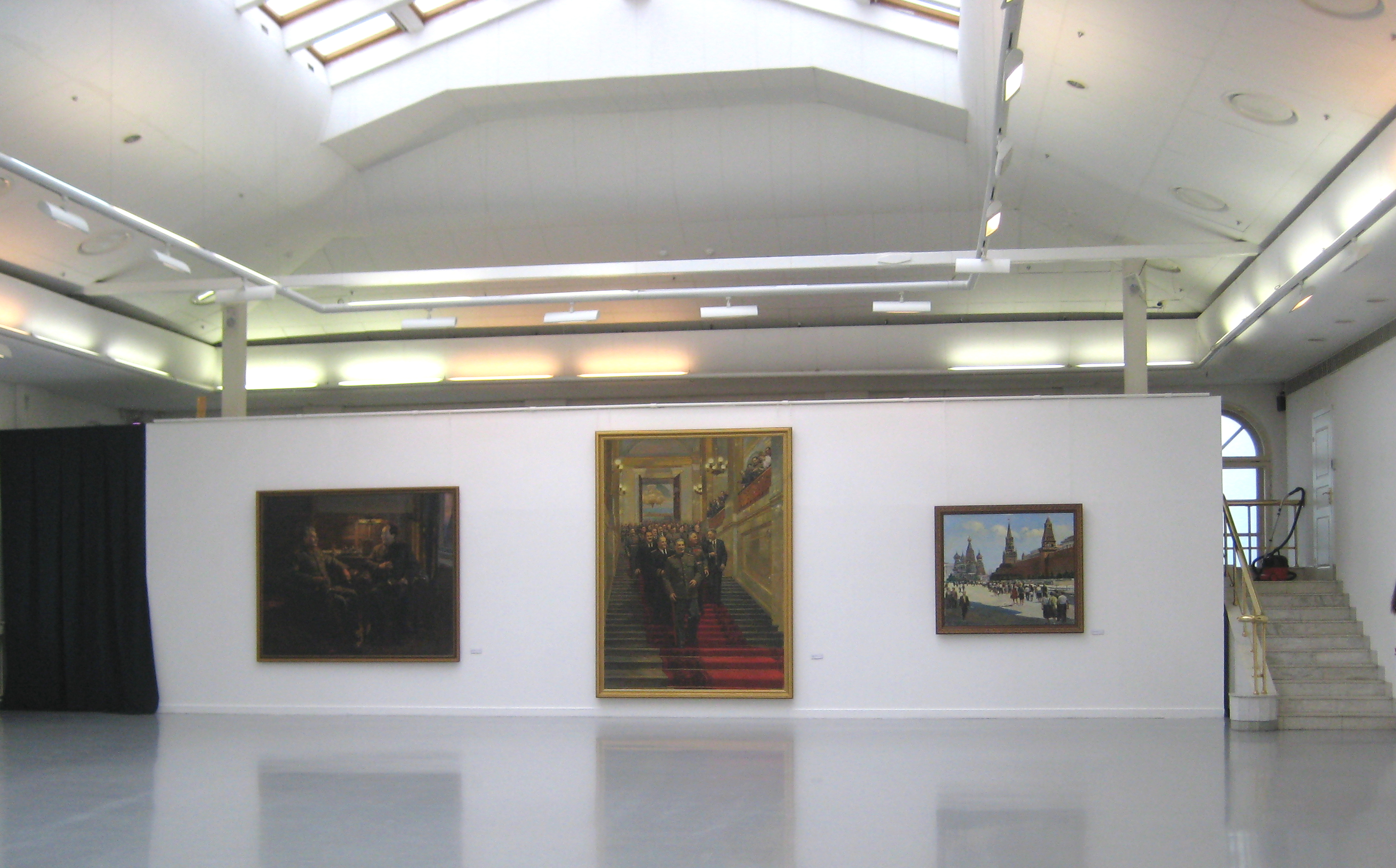